# Uropsilus
Uropsilus is een geslacht van zoogdieren uit de familie van de mollen (Talpidae). De wetenschappelijke naam van het geslacht werd in 1871 gepubliceerd door Henri Milne-Edwards.

## Soorten
Er worden 11 soorten in dit geslacht geplaatst:
- Uropsilus aequodonenia Liu Yang et al., 2013
- Uropsilus andersoni (O. Thomas, 1911)
- Uropsilus atronates (G. M. Allen, 1923)
- Uropsilus dabieshanensis Hu Tingli et al., 2021
- Uropsilus fansipanensis Bui et al., 2023
- Uropsilus funiushanensis Jiang Haijun & J. Lu, 2025
- Uropsilus gracilis (O. Thomas, 1911)
- Uropsilus huanggangensis Chen et al., 2023
- Uropsilus investigator (O. Thomas, 1922)
- Uropsilus nivatus (G. M. Allen, 1923)
- Uropsilus soricipes Milne-Edwards, 1872 - Spitsmuismol